# Igreja de São Domingos (Santa Justa)
A Igreja de São Domingos, do Convento de São Domingos de Lisboa ocupa a metade norte do lado oriental da Praça D. Pedro IV. Sendo limitada a Norte pela Rua Barros de Queirós, a Oeste pelo Largo de São Domingos, a Sul pela Praça da Figueira e a Este pela Rua de Dom Duarte.
Foi construída no século XIII, por ordem do rei D. Sancho II tendo a sua primeira pedra sido lançada em 1241. Desde então foi alvo de inúmeras campanhas de obras que lhe alteraram a sua traça medieval por completo. O convento foi acrescentado depois por D. Afonso III e novamente aumentado por D. Manuel I. Foi aqui que começou o Massacre de Lisboa de 1506. O terramoto de 1531 arruinou-o muito, o que obrigou a nova reedificação em 1536.
Neste terramoto, acontecido a 26 de Janeiro, tudo muda. Foram enormes os danos causados pelo sismo. Nas suas espessas paredes abriram-se fendas desde o teto até ao chão, chegando mesmo a ruir em alguns pontos. A sua reabertura foi possível graças às esmolas dos fiéis, às diversas congregações - destacando-se a companhia de Jesus - e de um subsídio proveniente do Rei. Serão conservadas as três naves e todos os seus ornamentos.
A velha Igreja de São Domingos ficava junto à ermida de Nossa Senhora da Escada, também conhecida por Nossa Senhora da Corredoura, por ficar próximo do sítio deste nome, atualmente a Rua das Portas de Santo Antão, e cuja construção datava dos princípios da monarquia.
Era notável a sua riqueza em alfaias preciosas, havendo uma imagem de prata maciça, que saía em procissão num andor do mesmo metal, alumiada por lâmpadas também de prata. As pinturas dos altares, os paramentos, os tesouros, tudo desapareceu durante o terramoto de 1755, salvando-se unicamente a sacristia e a capela-mor, mandada fazer por D. João V e riscada pelo arquiteto João Frederico Ludovice, em 1748 - homem que projetou o colossal Convento de Mafra. A capela-mor, toda de mármore negro, e em cujas colunas se veem, junto à base, medalhões delicadamente cinzelados, que também avultam sobre os nichos laterais.
Na sua reconstrução, o arquiteto Carlos Mardel (1696-1763) tentou preservar ao máximo o estilo da capela-mor projetada pelo arquiteto João Frederico Ludovice (1676-1752). O arquiteto acrescentou também magnificas colunas de mármore em todos os altares. No que concerne ao coro-alto este é constituído por uma planta retangular sobre o travejamento de madeira, assente em duas majestosas colunas, sendo iluminado pelas três entradas de luz que se encontram num registo superior, assim como pelo óculo da janela principal. A sua reabertura deu-se em 1834 conseguindo albergar mais de 2000 fiéis.

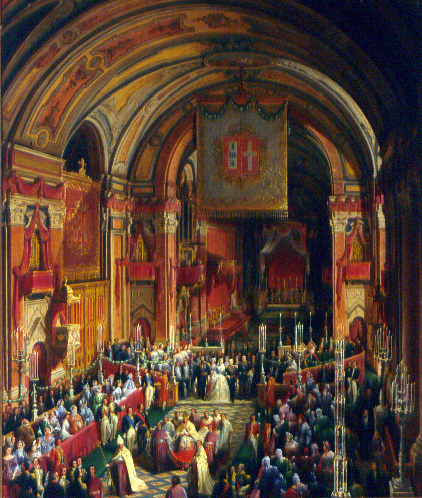
A Igreja de São Domingos aquando da ratificação do casamento de D. Luís I e de D. Maria Pia, em 1862.

A igreja acabou por ser reconstruída por Manuel Caetano de Sousa, sob direção de Carlos Mardel. O portal foi reaproveitado e veio da capela real do Palácio da Ribeira, assim como a sacada que encima o portal.
Sendo uma das igrejas mais vasta de Lisboa, nela se realizaram todas as grandes cerimónias religiosas, as exéquias nacionais e reais, assim como as solenidades dos batizados e casamentos reais.
Em 13 de agosto de 1959, um violento incêndio destruiu por completo a decoração interior da igreja, onde constavam altares em talha dourada, imagens valiosas e pinturas de Pedro Alexandrino de Carvalho. A igreja recebeu obras e reabriu ao público em 1994, sem esconder as marcas do incêndio, como as colunas rachadas. Ainda que destruída, é uma igreja que sobressai pela policromia dos seus mármores.
Atualmente é a igreja paroquial da freguesia de Santa Justa e Santa Rufina, em plena Baixa Pombalina e foi classificada como Monumento Nacional. Expõe metade do lenço usado pela Irmã Lúcia no dia 13 de Outubro de 1917 (a outra metade encontra-se no Santuário de Nossa Senhora de Fátima, em Fátima) e ainda o terço usado por Santa Jacinta Marto no mesmo dia.
De traço predominantemente barroco, de planta em cruz latina, tem uma fachada muito simples e o interior, mesmo depois do terramoto e do fogo, evidencia ainda grande beleza e ecletismo. É uma igreja de uma só nave, majestosa. A sacristia e a portaria ainda mostram um pouco de sabor maneirista, denotando as várias campanhas de obras de que foi alvo na sua história. O mesmo estilo pode ser visto nos túmulos e lambris de azulejos de ponta de diamante na sacristia.
Na casa-forte, por trás do altar, existe o túmulo de D. Afonso, filho de D. Afonso III. Numa passagem para a sacristia, com entrada pela Rua da Palma, encontram-se os túmulos do grande pregador dominicano Fr. Luís de Granada (m. 1588) e do reformador da ordem Fr. João de Vasconcelos (m. 1652). Esta igreja tem ainda uma cripta abobadada e dotada de lambris de azulejos, onde está o túmulo de D. João de Castro, capelão de D. João.